# Ostrowa

W centrum herbu miasta Ostrów Mazowiecka znajduje się ostrowa, symbolizująca pochodzenie nazwy miasta i zajęcie jakim trudnili się pierwsi jego mieszkańcy.

Ostrowa – drabina w kształcie ściętej gałęzi świerkowej, służąca bartnikom do wydobywania miodu z barci. Jest głównym elementem herbu Ostrowi Mazowieckiej, znajduje się pomiędzy gwiazdą a księżycem i stanowi jedną z poprzednich nazw miejscowości.